# Terre del finimondo
Terre del finimondo (Terras do Sem-Fim)  è un romanzo dello scrittore brasiliano Jorge Amado e pubblicato nel 1943.

## Trama
La storia si svolge all'inizio del ventesimo secolo, nel sud di Bahia, in occasione della compensazione delle foreste per la coltivazione  del cacao. La regione è sotto il dominio politico del fazendeiro-coronel  Sinhô Badaró, che volendo appropriarsi della terra di Sequeiro Grande manda il jagunço (assassino, pistolero tipico del Brasile) Damião a uccidere il piccolo fazendeiro Firmo, proprietario di un sito tra le terre contese. L'attentato fallisce e scoppia una lotta per il possesso di quelle terre, ugualmente disputata da un altro ricco latifondista vicino, l'oppositore, il coronel Horácio da Silveira, il quale ricorre in giudizio attraverso l'avvocato Virgílio Cabral. Si succedono atti di violenza su entrambi i lati, con tumulti, piantagioni distrutte, incendi e morte. Con la svolta politica occorsa nello stato, la situazione locale passa sotto il comando di Horácio, che gestisce piccoli fazendeiros e le piantagioni circostanti.
Parallelamente si sviluppa la storia d'amore tra Virgilio Cabral e la moglie di Horácio. La lettera rivelatrice dell'adulterio cadde nelle mani di Horacio, che non esita a mandare a far assassinare Virgilio.

## Opere derivate
La telenovela Terre sconfinate è un adattamento televisivo di questo romanzo

## Edizioni in italiano
- Jorge Amado, Terre del finimondo: romanzo, traduzione di Mario Da Silva, Milano; Roma: Bompiani, 1949
- Jorge Amado, Terre del finimondo, Milano: Bompiani, 1983
- Jorge Amado, Terre del finimondo, traduzione di Mario Da Silva, Milano: Bompiani, 1988
- Jorge Amado, Terre del finimondo, introduzione di Luciana Stegagno Picchio, Milano: Bompiani, 1994
- Jorge Amado, Terre del finimondo, nota introduttiva di Luciana Stegagno Picchio; traduzione di Daniela Ferioli, Torino: Einaudi, 1997
- Jorge Amado, Terre del finimondo; legge: Mercurio Rosalba, Feltre: Centro Internazionale del Libro parlato 'Adriano Sernagiotto'-ONLUS, [dopo il 2005]
- Jorge Amado, Terre del finimondo, nota introduttiva di Luciana Stegagno Picchio; traduzione di Daniela Ferioli, Torino: Einaudi, 2007